# Четыре тетрарха

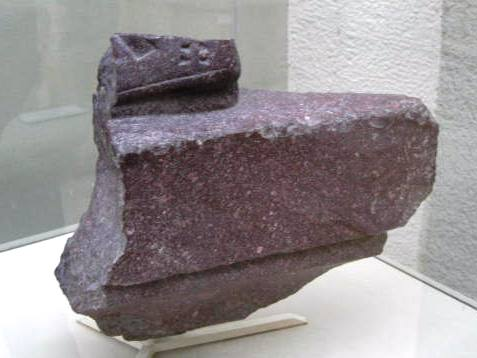
Отсутствующая пяточная часть хранится в Стамбульском археологическом музее

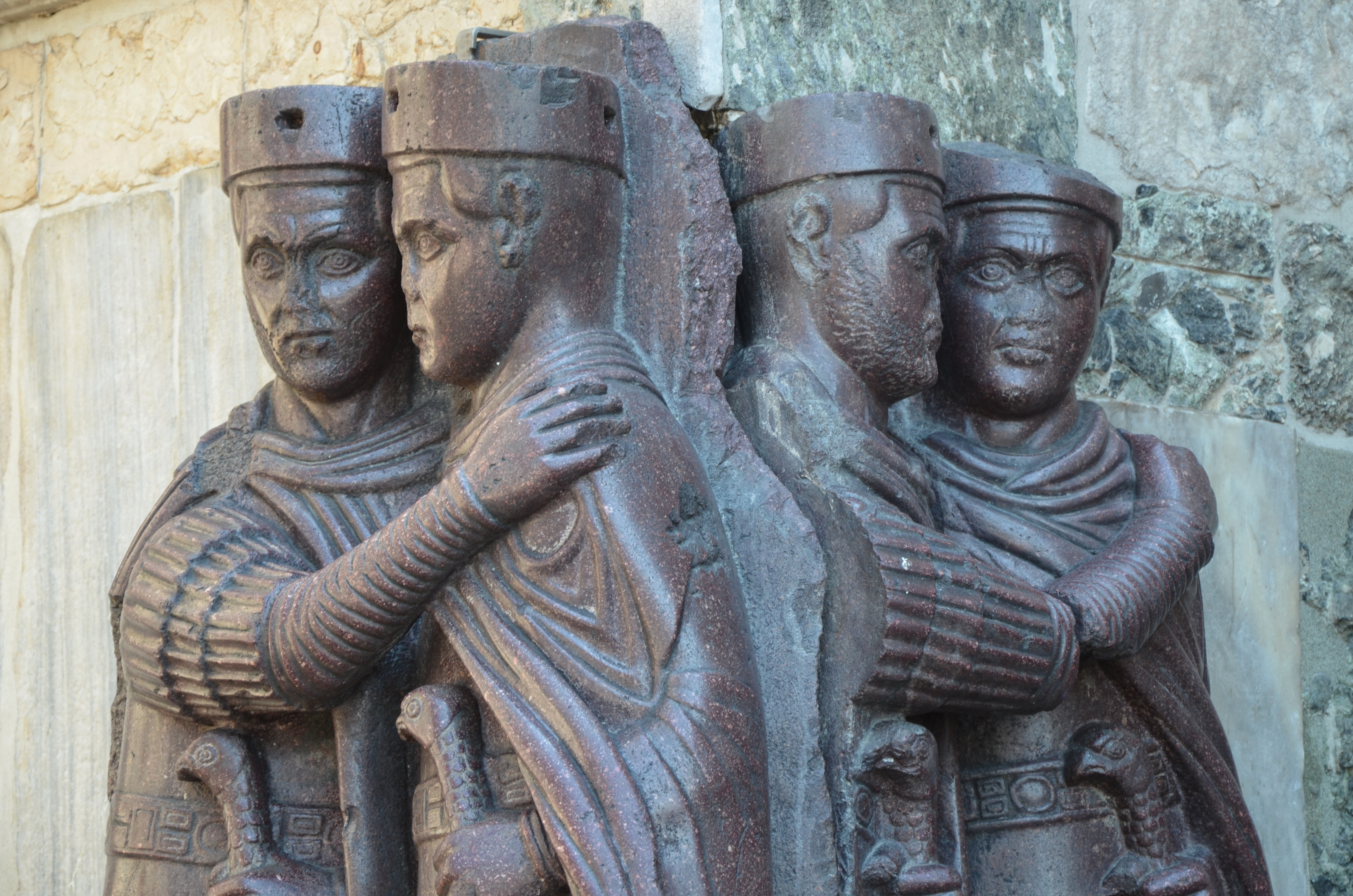
Четыре тетрарха (голова и туловище)

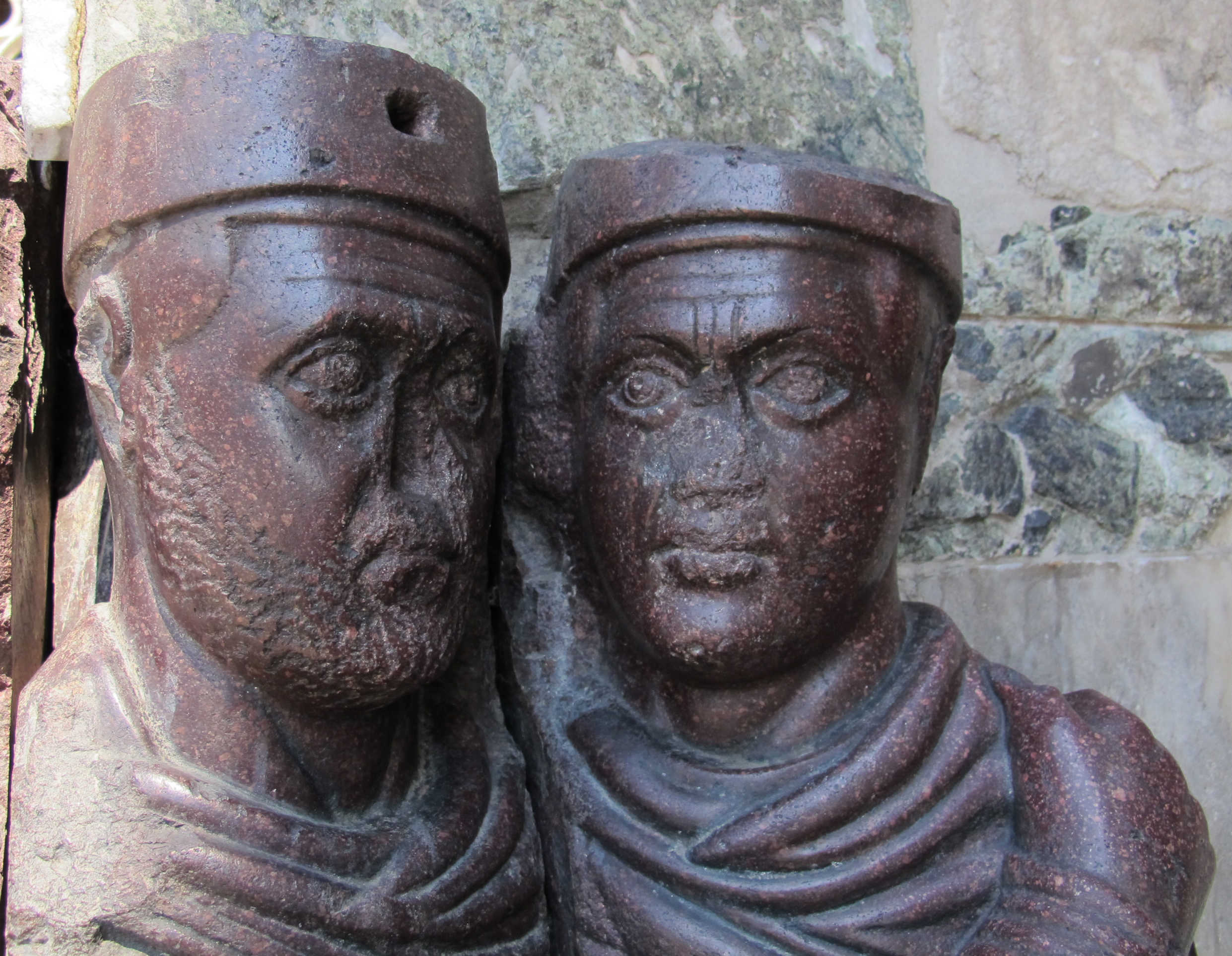
Деталь

Четыре тетрарха (итал. Monumento ai Tetrarchi) — скульптурная композиция из тёмно-красного порфира, вмонтированная в южный фасад венецианского собора Сан-Марко. Статуя была изготовлена в первой половине IV века и являлась частью константинопольского Филадельфиона, построенного рядом с колонной Константина (современная площадь Чемберлиташ).
В отношении того, кого изображает скульптура существует две версии:
- наиболее распространённая версия, давшая название композиции — императоры-соправители периода тетрархии: Диоклетиан, Максимиан, Галерий и Констанций I Хлор;
- наследники Константина Великого: сыновья Константин II, Констанций II, Констант и племянник Далмаций Младший.

Императоры-тетрархи изображены попарно: двое августов и двое цезарей, обнимающих друг друга. Это расположение должно было продемонстрировать идею единства Римской империи. Лица фигур лишены индивидуальных черт, а сам материал (порфир, широко распространенный в искусстве Древнего Египта) и аналогичные работы (например, тетрархи из музеев Ватикана) позволяют предположить, что произведение относится к восточной школе римского искусства. Фигуры одеты в плащи-палудаментумы, птеруги и военные паннонские шляпы, руки лежат на мечах-спатах, с рукоятью в виде головы орла в модном в то время сасанидском стиле.
Во время Четвёртого крестового похода в 1204 году скульптура вместе с прочими архитектурными элементами, украсившими собор Святого Марка, была вывезена из Константинополя в Венецию. Её установили на углу южного фасада (в соборе эту часть здания занимает сокровищница) собора рядом с Порта делла Карта — парадным входом в Дворец дожей. Недостающий постамент и ступню одного из тетрархов воссоздали местные мастера.
В 1960-е годы при раскопках остатков дворца Мирелейон в Стамбуле был найден недостающий фрагмент ступни и постамента, который хранится в Археологическом музее Стамбула.